# Schatkamer van de Kathedraal van Namen

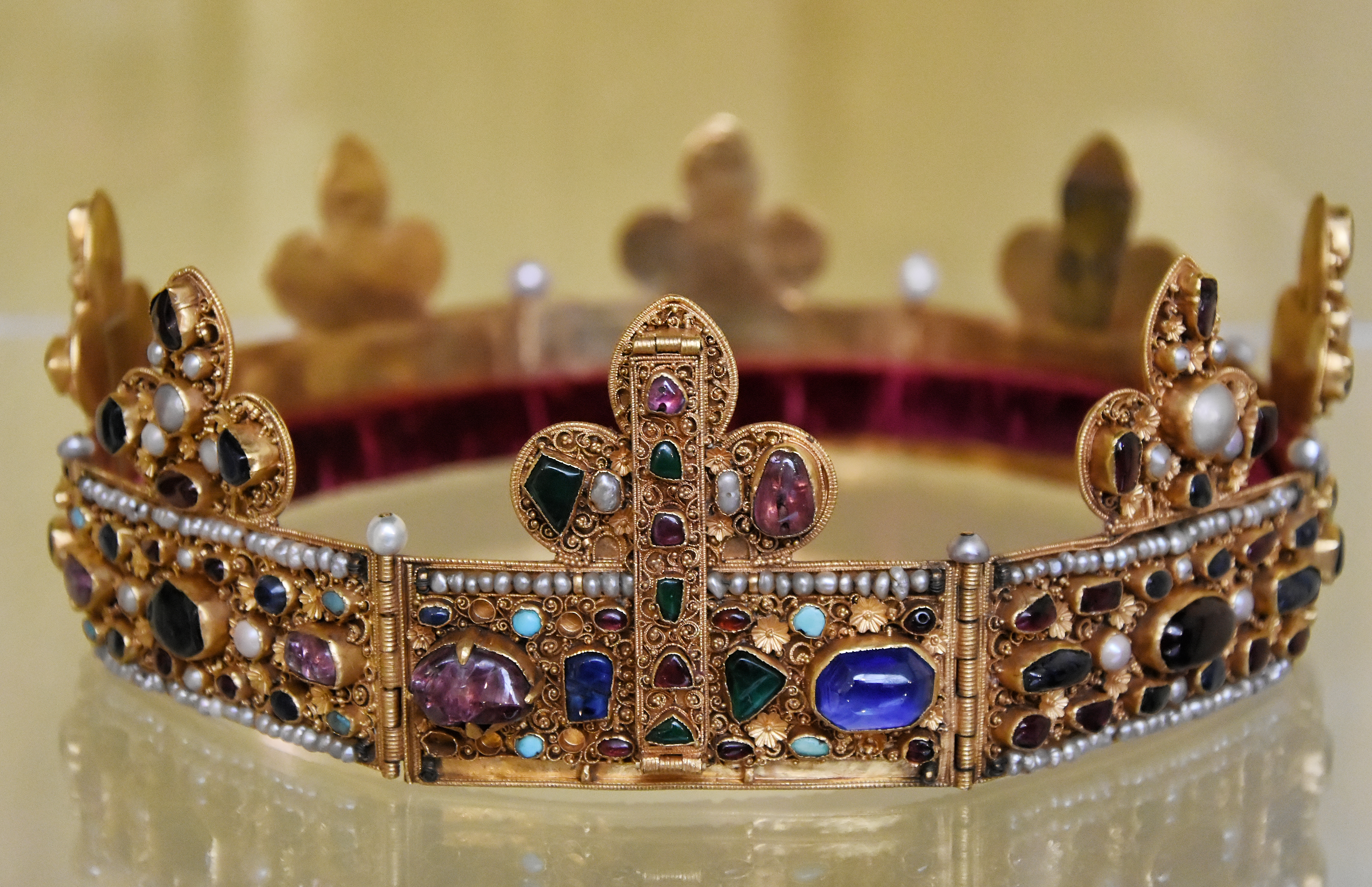
De Kroon van Namen met de Heilige Doornen van Namen

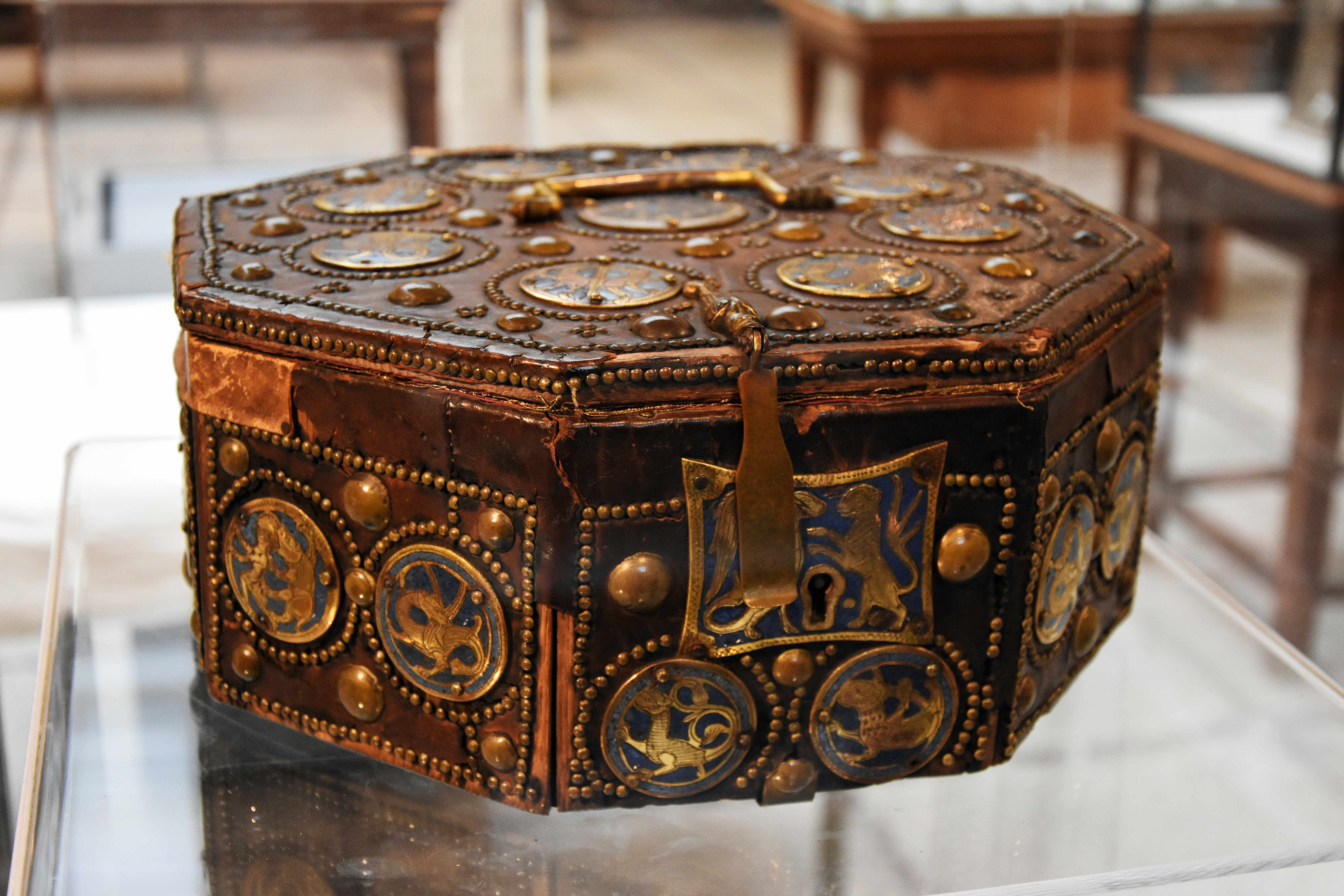
Foedraal van de kroon (Parijs, na 1206)

De Schatkamer van de kathedraal van Namen in het Diocesaan Museum (Frans: Musée diocésain de Namur et Trésor de la cathédrale Saint-Aubain) is een verzameling van kunstvoorwerpen uit het gouden tijdperk van de gotische edelsmeedkunst. Ze zijn bewaard in de Sint-Albanuskathedraal te Namen, dankzij de ondersteuning van het Fonds Pierre François Tilmon, beheerd door de Koning Boudewijnstichting. Zoals de kerkschat van Oignies, ook bewaard in Namen, reflecteren de voorwerpen de geschiedenis van de stad tijdens de middeleeuwen, het handelsverkeer en de gebeurtenissen van die tijd.

## Historiek van het ontstaan van de collectie
Kanunnik Sosson, archeoloog en zangleraar, volgde een seminarie van kanunnik Reusens aan de Katholieke Universiteit Leuven, Elements d'archeologie chrétienne (Grondbeginselen van de christelijke oudheidkunde). Hij vergezelde zijn leraar bij tochten langs de kerken van het bisdom Namen en nam in onbruik geraakte voorwerpen mee naar Namen. In 1845 richtten Naamse liefhebbers van kunst uit het verleden een archeologische vereniging op om objecten uit het verleden te verzamelen en te bestuderen. Een van de voorwerpen die, wegens herhaald gebruikt in de liturgie beschadigd geraakte was de Vredeskustriptiek. Men besloot deze kerkschat niet langer te gebruiken. In 1890 besliste men dit voorwerp, samen met de rest van de verzameling onder te brengen in de sacristie van de kathedraal en deze om te vormen tot museum.
Het plan werd concreter toen de bisschop van Namen in 1896 de Société diocesaine d'Art chrétien oprichtte. De bouw van een nieuwe zaal in 1903 verving de te kleine ruimte van de sacristie. De Eerste Wereldoorlog en de nasleep zorgde voor sterk verminderde aandacht voor de kunstschatten. In 1930 hernam die dankzij uitbreiding van de zaal via een openbare inschrijving. In 1939, uit bezorgdheid om het nakend conflict besloot het kapittel de schat in de kelders van het Institut Saint-Louis te verbergen. Ook de kerkschat van Oignies kreeg hier een plaats en ontsnapte aan confiscatie door de Duitse bezetter, dankzij de onverstoorbare kanunnik Schmitz die de locatie niet prijs gaf.
Na de oorlog bleef het stil rond plannen om de kunstschatten een prominentere plaats te geven in Namen. Tijdens een tentoonstelling in 1969 van de kerkschat van de kathedraal in een bankfiliaal kreeg het publiek hoogte van het bestaan ervan en de interesse wakkerde verder aan tijdens een rondreizende tentoonstelling Rijn en Maas in 1972. Het besef drong door dat het belang van de collectie betere bewaring en bescherming verdiende. In 2004 werd de ruimte en de belichting aangepast zodat de objecten de plaats kregen die ze verdienen. Anno 2018 zijn er nog steeds plannen voor de realisatie van een groot Naams museumproject.

## De oorsprong van de kerkschat
Een kerkschat verhoogde het prestige en de autoriteit van een kerk en van de stichter ervan. Ze trok pelgrims aan en daardoor ook geld en middelen. Toen graaf Albrecht II van Namen in 1047 een collegiale kerk liet bouwen, de voorloper van de huidige Sint-Albanuskathedraal, vormde zich een kapittel van kanunniken die de kerk bedienden. Ook deze religieuze stichting had relikwieën nodig en vanuit Mainz in Duitsland ontving men een deel van de schedel van een plaatselijke martelaar, Albanus van Mainz die de schutspatroon van de kerk en de stad werd. Voor zijn relieken waren reliekhouders nodig, die gefinancierd werden met dotaties van de graven.
In latere eeuwen was er nieuwe inbreng via devotie en de val van Constantinopel in 1204 vergemakkelijkte sterk het handelsverkeer op de Middellandse Zee. Niet alleen stalen de kruisvaarders goud, zilver en edelstenen maar ook 4e-eeuwse relieken uit het paleis van Constantijn de Grote. Twee doornen van de doornenkroon van Christus kwamen in 1206 naar Namen en fragmenten van het Ware Kruis die op hun tocht van de Bosporus door Daniël van Ecaussines werden begeleid. Blijkbaar speelden familiebanden een rol bij de handel in relieken. Graaf Filips I van Namen was een broer van de toenmalige keizer van Constantinopel, Hendrik van Vlaanderen. Het kapittel van de Sint-Albanuskathedraal liet de relieken verwerken in de kroon (zie afbeelding) en in een kruis met dubbele kruisarm (zie afbeelding).

## Galerij

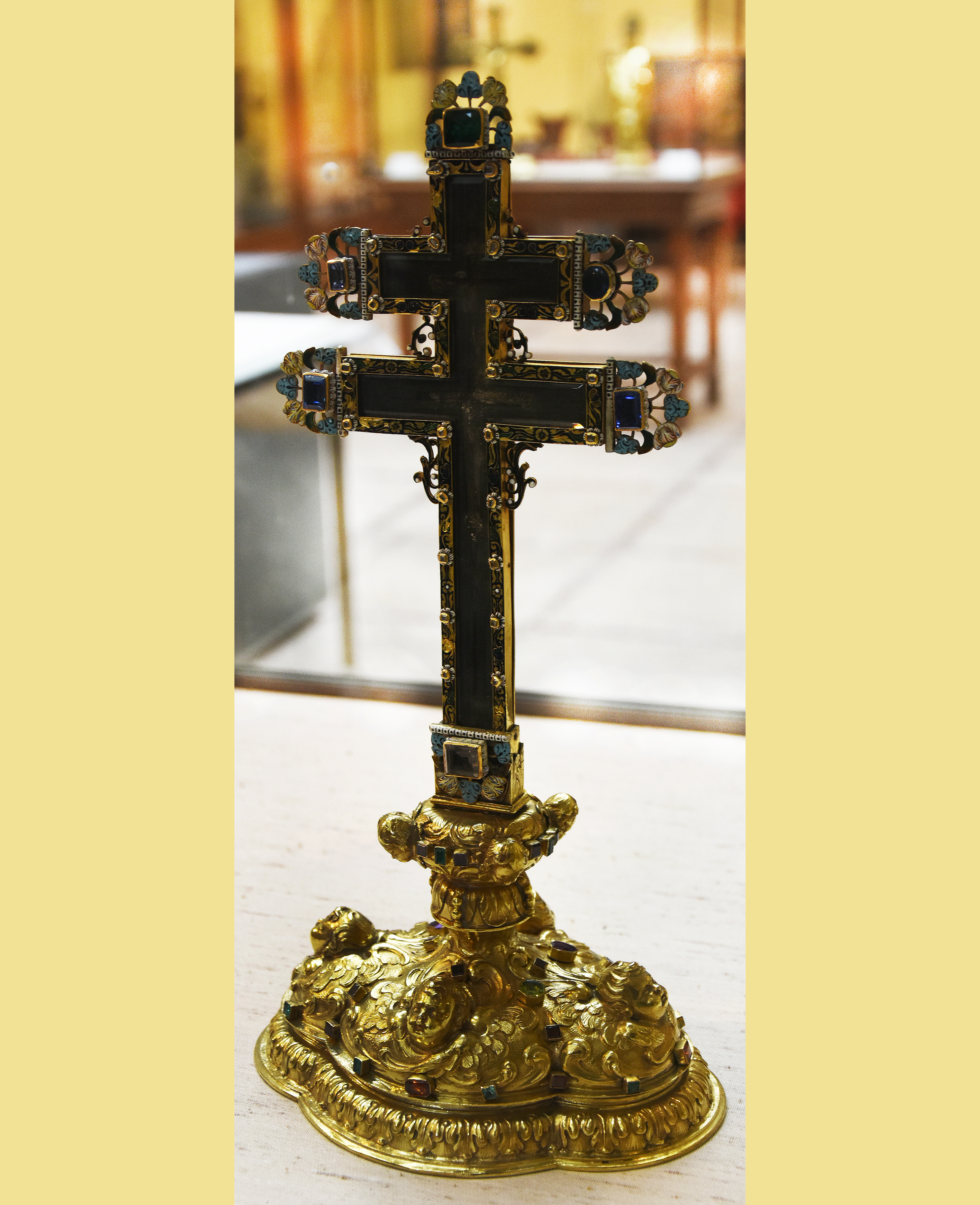
Kruis met een reliek van het Ware Kruis
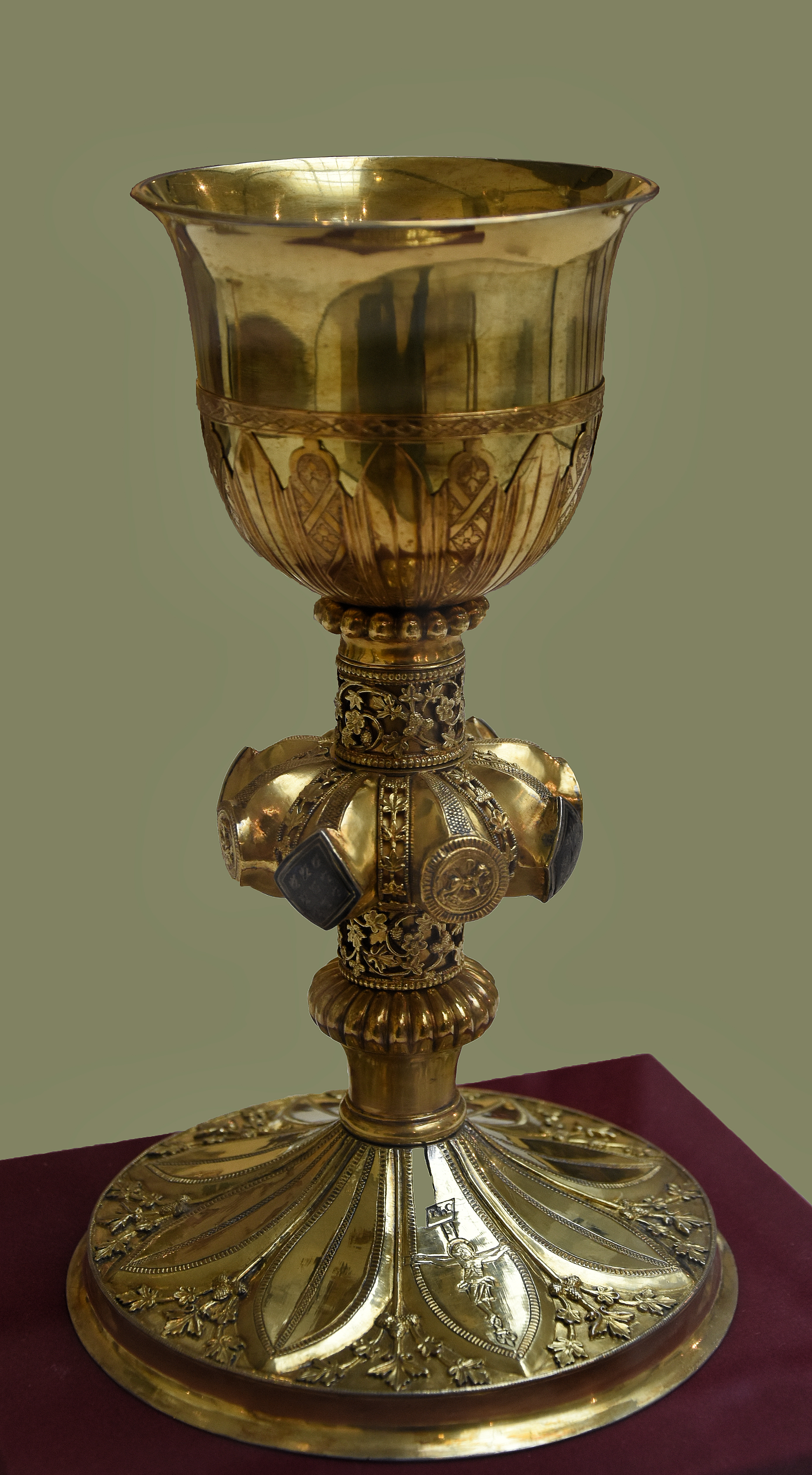
Kelk van de heilige Berthuinus (13e eeuw, Hugo van Oignies)
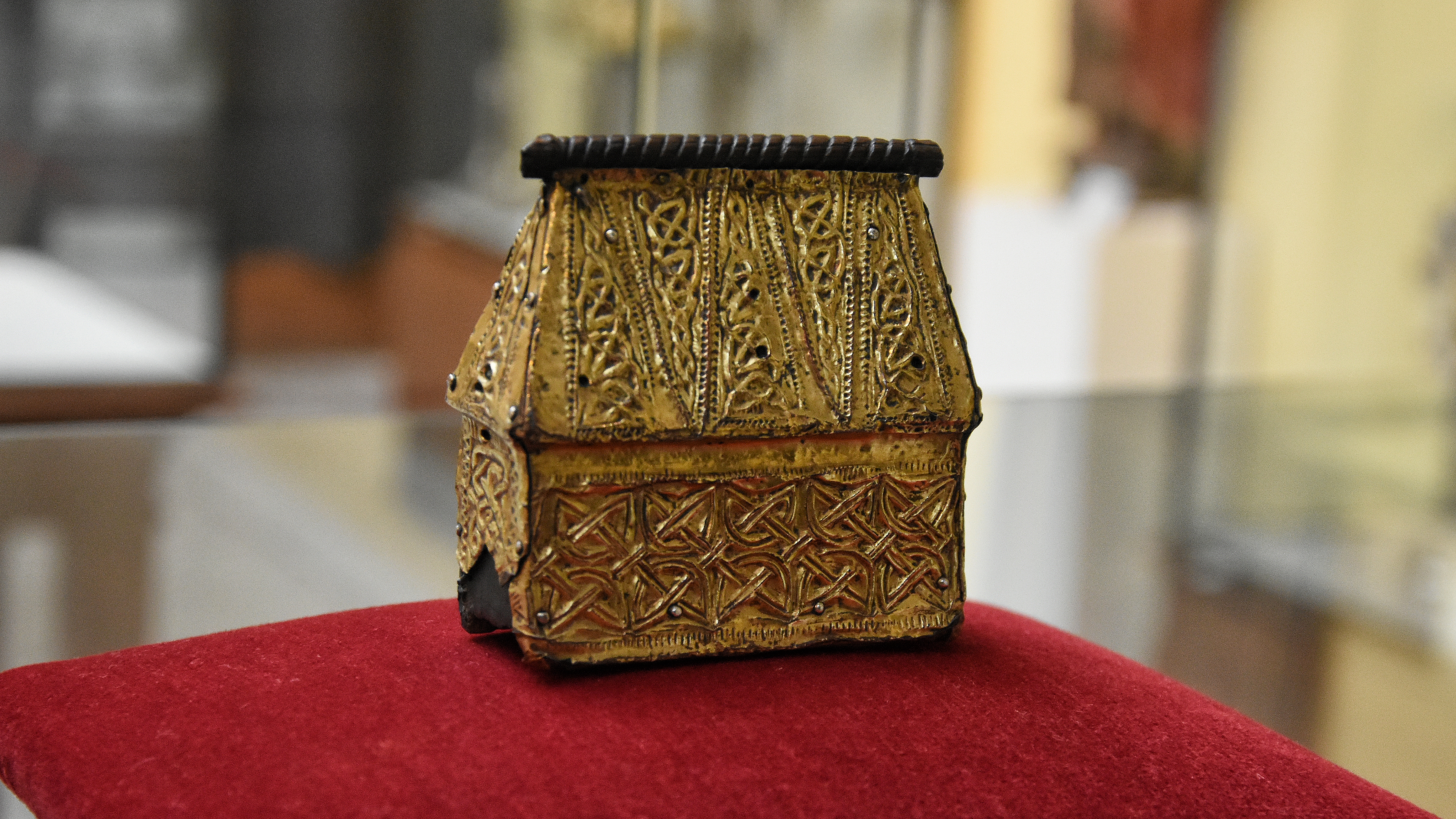
Reliekschrijn van Andenne, merovingische kunst - 8e eeuw
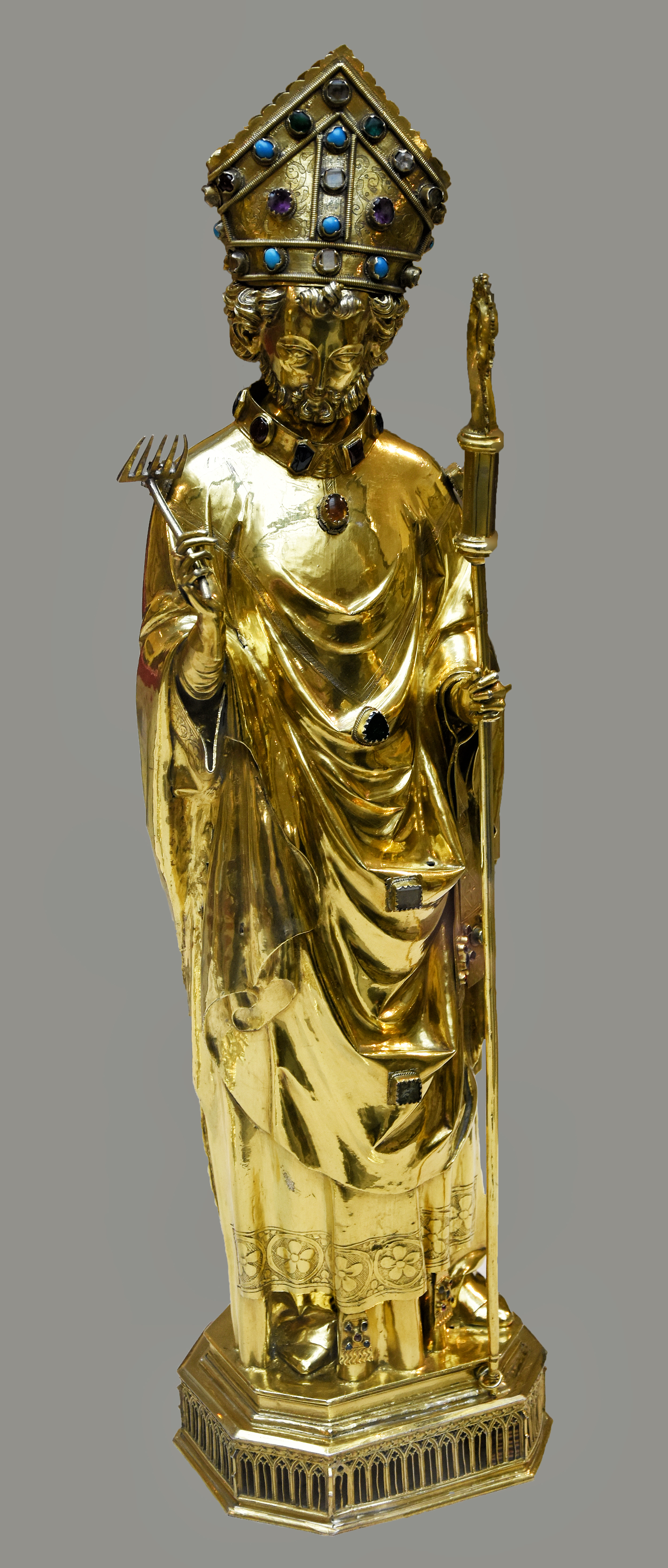
Heilige Blasius (verguld zilver, einde 13e eeuw)
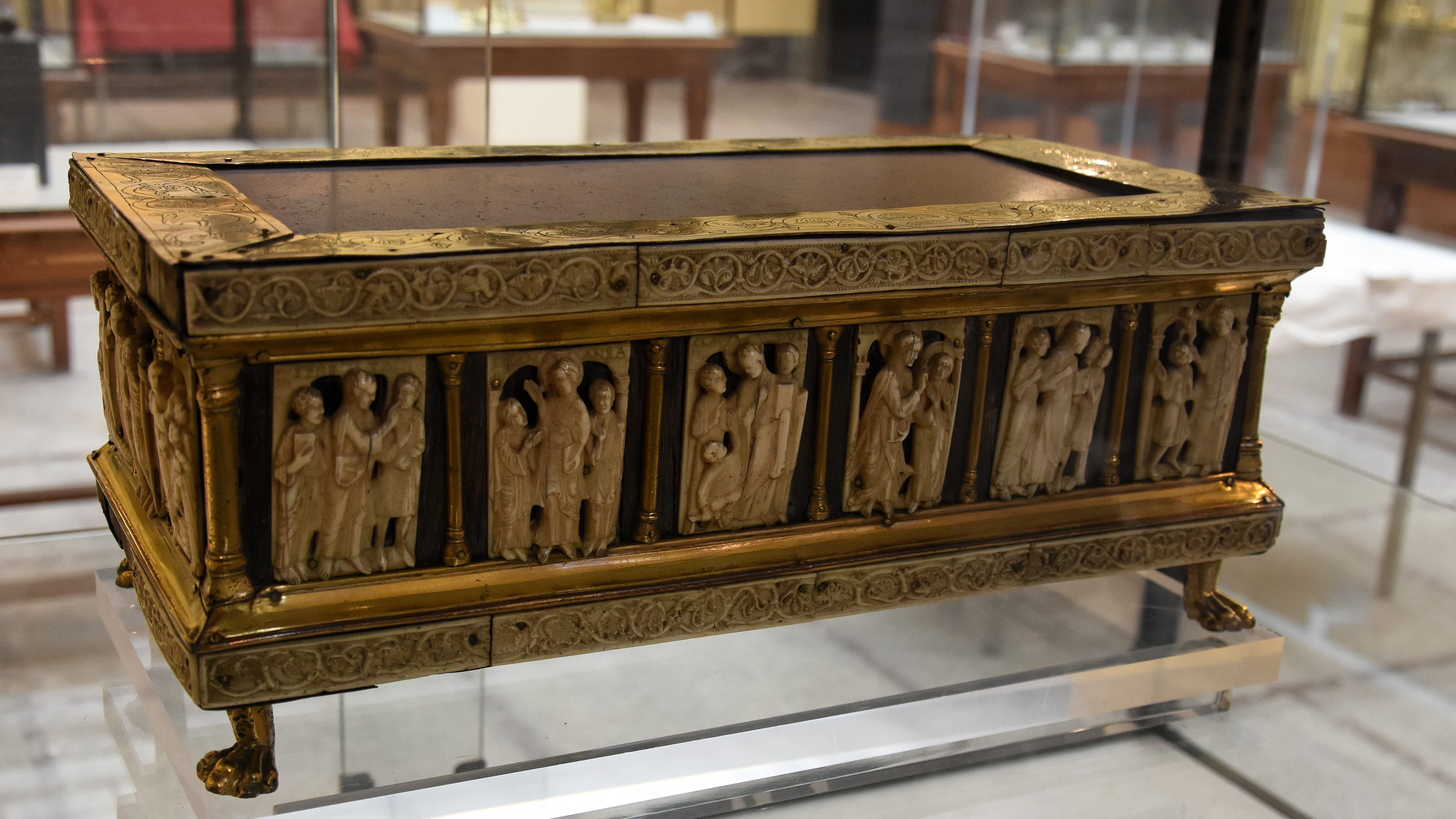
Draagaltaar (11e eeuw)
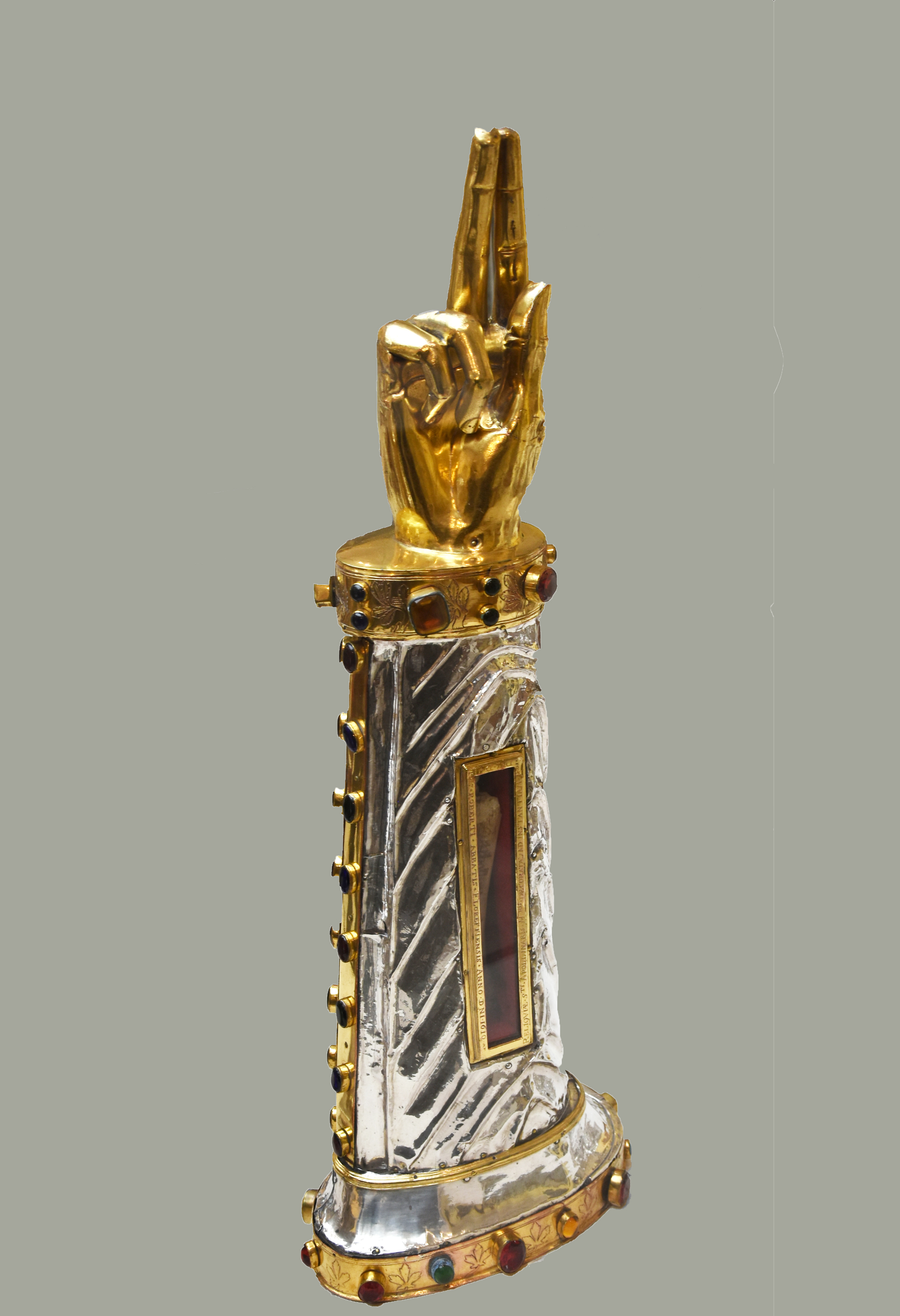
Reliekschrijn van de heilige Apollinaris (13e eeuw - abdij van Floreffe)

## Bron
- De beschermde kunstschatten van de kathedraal van Namen Publicatie van het Fonds Pierre François Tilmon. Tekst van Emmanuel Collet, vertaald door Anne Luyckx
- Informatiebrochure over de Beschermde kunstschatten van de kathedraal van Namen - uitgave Koning Boudewijnstichting